# Richard Brooman-White
Pour les articles homonymes, voir White.
Richard Charles Brooman-White, connu sous le nom de Dick Brooman-White, (16 février 1912-25 janvier 1964) est un journaliste, agent de renseignement et homme politique du Parti conservateur britannique.

## Éducation
Fils unique d'une famille militaire (sa mère est texane), Brooman-White fait ses études au Collège d'Eton et au Trinity College de Cambridge . Il étudie l'économie et les langues étrangères, obtenant un bon diplôme . À sa sortie de l'université, il devient journaliste, écrivant sur la politique et les affaires étrangères pour des journaux écossais. Il est également animateur à la radio BBC.
Du côté de son père, il a un lien - mais pas par le sang - à trois autres personnalités politiques : le suffixe « White » du nom de famille a été ajouté par le grand-père de Brooman (également Richard) lors de l'héritage de la propriété de campagne à Arddarroch, Loch Long (aujourd'hui partie des installations du terminal pétrolier de Finnart) de son beau-père John White (1810-1881), dont la richesse provenait de l'usine J &amp; J White Chemicals près de Rutherglen ,. John White est l'oncle de Lord Overtoun qui entre dans la pairie à partir de 1893 et dont le protégé est son propre neveu, JD White, député du Dunbartonshire dans les années 1910. Après la mort de John White, l'arrière-grand-mère veuve de Brooman-White, Amelia, épouse Lord Henry Lennox, qui meurt trois ans plus tard.

## Travail de renseignement
Au début de la Seconde Guerre mondiale, Brooman-White est mobilisé en tant que sous-lieutenant dans l'unité antiaérienne légère du Dunbartonshire, la Royal Artillery. En 1940, il démissionne de sa commission en raison de problèmes de santé. À partir de 1940, il est officier de bureau pour le Service de sécurité. En juin 1940, il est nommé responsable d'une nouvelle section du MI5 qui s'occupe des "mouvements celtiques" . Son travail normal est chef de la section B1 (g) qui traite de l'espionnage espagnol .
En 1941, Brooman-White rencontre un informateur qui lui dit qu'Arthur Donaldson, chef du Parti national écossais, a l'intention, en cas d'invasion nazie de la Grande-Bretagne, de former un gouvernement fantoche sur le modèle de Vidkun Quisling en Norvège. Cette information conduit Brooman-White à recommander la détention de Donaldson en vertu du règlement de défense 18B. Cependant, aucune preuve n'a jamais été fournie et aucun procès n'a jamais été engagé contre Donaldson. En 1943, il rejoint l'armée en tant que sous-lieutenant dans le corps du renseignement, puis atteint le grade de lieutenant-colonel.
Brooman-White est à la tête de la section italienne du MI6 en 1943, et est ensuite muté sur le terrain où il sert en Méditerranée puis en Europe du Nord-Ouest. Après s'être présenté aux élections générales de 1945 contre James Maxton à Glasgow Bridgeton, il travaille de 1946 à 1947 comme attaché à l'ambassade britannique à Istanbul, en Turquie .

## Parlement
Battu à Rutherglen aux élections générales de 1950, Brooman-White remporte de justesse le même siège aux élections de 1951. Il est immédiatement choisi par James Hutchison, le Sous-secrétaire d'État à la guerre, pour être son Secrétaire parlementaire privé. Il accompagne Hutchison dans certaines de ses visites ministérielles. Le premier discours de Brooman-White, prononcé en juillet 1952, concerne l'industrie sidérurgique et il déclare que ni Karl Marx ni Adam Smith ne sont utiles pour élaborer un avenir à long terme pour l'industrie. Il se fait une spécialité de la sidérurgie tout au long de son mandat au Parlement.
En 1953, Brooman-White est nommé membre suppléant de la délégation à l'Assemblée parlementaire du Conseil de l'Europe, plus tard dans la décennie étant promu dans la délégation principale. Lorsque James Hutchison démissionne en 1954, il est transféré au poste de secrétaire privé parlementaire d'Anthony Nutting, ministre d'État au ministère des Affaires étrangères. Il fait beaucoup de travail sur Chypre, en essayant de promouvoir l'unité entre les résidents grecs et turcs, et demande plus d'aide pour les réfugiés de Hongrie après l'invasion soviétique de 1956. Les liens de Brooman-White avec l'establishment du renseignement le conduisent à diriger la défense au parlement de Kim Philby contre les accusations (qui se sont avérées exactes plus tard) portées par le député travailliste Marcus Lipton selon lesquelles Philby est un agent soviétique.

## Ministre
Fidèle au gouvernement pendant la crise de Suez, Brooman-White devient un assistant whip non rémunéré lorsque Harold Macmillan devient Premier ministre en janvier 1957; à partir d'octobre, il est whip rémunéré en tant que Lord Commissaire au Trésor. Il est de nouveau promu en juin 1960 vice-chambellan de la maison.
Lors d'un remaniement en octobre 1960, Brooman-White devient sous-secrétaire d'État pour l'Écosse. Il s'occupe de l'éducation et des affaires intérieures et doit faire face à une grève des enseignants écossais en 1961 à cause des bas salaires et des propositions d'autoriser les enseignants masculins non diplômés. Brooman-White souffre de problèmes de santé en 1963 et démissionne le 9 décembre, mourant un mois plus tard.